# ケイテリン・ジルソン
ケイテリン・ジルソン（Kaytlyn Gilson,　4月4日 - ）は、日本で活動しているオーストラリア出身の女性モデル,タレント。愛称はケイティ (Kayty) またはジル。ジルソン ケイテリンと表記されるのを好んでいる。特定の事務所とは専属契約していないため、事務所によって名前の表記が異なることも多々。おジルと呼ばれることも嫌いではないという。

## 人物
- 幼少期より日本育ちなため、日本語の方が得意らしい（本人談）。
- サッカーが好きで、大好きなクラブは鹿島アントラーズ。特に岩政大樹選手がお気に入り。2009年2月28日に開催されたFUJI XEROX SUPER CUPでは、J's GOALの取材で期待する選手は？と聞かれて 「常に岩政！」 と答えている。
- 自分の名前を間違えて発音されることを嫌う。
- 「ケイトリン」ではなく「ケイテリン」と発音するのが正しい。
- 朝に超弱い。

## 出演

### テレビ番組
- シブスタ S.B.S.T（テレビ東京） - フェロモン中学生
- GO!GO!EIGO（BSフジ）
- くりぃむナントカ（テレビ朝日）(2007年3月12日、4月16日、7月23日) - ビンタガール候補、ウォーターガール
- スーパーJチャンネル（テレビ朝日） - 火曜特集「新東京見聞録」（2009年1月7日 - ）
- 魁!音楽番付 Eight（フジテレビ）（2009年）
- 3か月トピック英会話 ハートで話そう!マジカル英語塾（NHK教育テレビ）（2009年12月、2011年3月） - マクベイ王国 ケイテリン姫役
- ザ・ベストハウス123 壮絶!ものスゴい女スペシャルパート4!（フジテレビ）（2010年9月29日） - リンジー・ローハン役
- コレができたらニッポン人 小林家の人々（NHK総合テレビ）（2011年8月13日） - 小林まゆみ役
- よる★ドラ ビターシュガー 第2話、第4話（NHK総合テレビ）（2011年10月25日、11月8日） - ホラー映画のヒロイン役、ルームシェアの女役
- 嵐にしやがれ 元日は嵐旅館開店SP（2015年）

### CM
- オートバックス
- ブルボン プチシリーズ
- ヒラカワコーポレーション ひんやりジェルマット
- アサヒフードアンドヘルスケア 1本満足バー
- 伊藤ハム ラ・ピッツァ スペシャレンテ
- アサヒビール クリアアサヒ フライガール編
- サトウ食品 玄関OPEN, Rice of Sato編
- ラシック Lachic
- イオン株式会社 ライトダウン
- グリコ グリココーポレートCM smile.Glico編
- リクルート リクルートポイント
- アサヒビール クリアアサヒ「夏の夜は、楽しまナイト！」編 TVCM
- 高須クリニック シンデレラ編（2016年）
- 楽天ポイント 1万ポイントゲッター1,000万人突破編！（2016年）
- TOYO TIRE AC Milan vs. Drift Cars（2016年）

### スチール広告等＜WEB動画含む＞
- Panasonic Smart VIERA
- Gaba Gaba Kids
- ユニモちはら台リニューアルオープン
- NTT Docomo
- Visit 福島 "FEEL THE LOVE AT AUTUMN"
- [DYNAMIC!!] BIG ISLAND

### ファッション
- Rocojuli Reine
- UNIQLO UT
- ISBIT
- PALAジュエリー
- maison de anima

### 雑誌
- SMART BOOK vol.12（成田国際空港パンフレット）（2011年1月） 表紙
- ゼクシィ 茨城・栃木・群馬版 2010年9月号、10月号 アジュールひたちなかウエディングヴィラ

### DVD
- くりぃむナントカ vol.グー（テレビ朝日 2010年4月） からいやつら傑作選
- くりぃむナントカ vol.口（くち）（テレビ朝日 2011年1月） ビンタガールオーディション
- 花びら（メガマソ） PV（「初回生産限定盤／DVD付」内に収録）（hPQ 2010年8月25日）
- DEVIL SIDE (VAMPS) PV（「初回受注限定生産盤」内に収録）（VAMPROSE 2010年5月12日）
- Holy Grail (Versailles) ジャケット写真、PV（「完全限定生産豪華仕様盤」内に収録）（ワーナーミュージック・ジャパン 2010年6月15日）
- 君が大好きで feat. 與真司郎 (AAA) （前川紘毅） PV（J-more 2012年3月）